# Bildungsgemeinschaft SALZ
Die Bildungsgemeinschaft SALZ e. V. (Soziales, Arbeit, Leben & Zukunft) war ein Verein für linke Bildungsarbeit. Ein Teil seiner Mitglieder trat für ihre Auffassung eines Ökosozialismus ein.
Die Gründung erfolgte am 9. Juli 2005 als WASG-nahe Politische Bildungseinrichtung und steht der Partei Die Linke nahe. Der Verein hatte seinen Sitz in Düsseldorf und eine Geschäftsstelle in Hamm.

## Strukturen und Finanzierung
Die Finanzierung geschah vorwiegend durch Beiträge und Spenden. Die Gemeinschaft gliederte sich in Vorstand, wissenschaftlichen Beirat, eine Schirmherrschaft, einen Referentenpool und ein Kulturprojekt.
Schirmherrin der Bildungsgemeinschaft waren Inge Höger und Mag Wompel (verantwortliche Redakteurin von LabourNet Germany). Schirmherren waren bis zum Lebensende Peter von Oertzen und Jakob Moneta.

### Wissenschaftlicher Beirat
Gilbert Achcar, Wolfgang Dreßen, Klaus Engert, Daniel Kreutz, Thomas Kuczynski, Ekkehard Lieberam, Gisela Notz, Susanna von Oertzen, Bernhard Schmid und Hans Albert Wulf. Ehemalige Mitglieder sind Elmar Altvater, Edeltraut Felfe (im Januar 2013 ausgeschieden), Georg Fülberth (im Mai 2010 ausgeschieden), Ingo Nentwig, Robert Steigerwald  und Winfried Wolf.